# Día de enero
«Día de enero» es una canción interpretada por la cantante colombiana Shakira, incluida originalmente en su sexto álbum de estudio, Fijación oral vol. 1 (2005). Fue lanzado como tercer sencillo del álbum solo en Latinoamérica durante el primer cuarto de 2006. En España, sin embargo, fue lanzada en noviembre de 2007.
Escrita y producida por Shakira, «Día de enero» es una canción de amor que cuenta como ella conoció a su por entonces novio, Antonio de la Rúa, en un día de enero. La canción también hace referencia a dos famosos personajes de cómics, "Mutt & Jeff", conocidos en español como "Eneas & Benitín".
La canción también habla de que a pesar de los problemas que atravesaron debido a la crisis argentina de 2001, continuaron con su relación. Incluso hace alegoría de las diferentes formas de hablar el español, mostrado en el verso: "Y aunque hayas sido un extranjero hasta en tu propio país/ Si yo te digo ¿cómo dices?, tú aún dices ¿qué decís?".

## Video musical
Dirigido por Jaume de La Iguana, quien había dirigido anteriormente Don't Bother, el video musical fue filmado en las playas de California, en él, se muestra a Shakira en un atardecer cantando y caminando descalza por la playa.  Con uñas pintadas color rosa se ve a la cantante caminado, saltando y rodeada de gaviotas. En el portal YouTube,  ha superando las 169.000.000 visitas

## Listas
"Día de enero" ingresó al Top 40 en el Hot Latin Tracks y también se hizo n.º 1 en el Bubbling Under. El sencillo nunca se hizo del Hot 100, muy probablemente debido a que "Hips Don't Lie" comenzaba a tener un mayor reconocimiento como la más popular. Por otro lado, la canción fue muy bien recibida, especialmente en Sudamérica.
En el América Top 100 (Listas oficiales del continente americano) estuvo 5 semanas en el TOP 5 y dos de ellas en el #1
Fue la 6.ª canción más exitosa del año en Argentina (La más escuchada fue "Hips don't lie")
El video llegó a ser el #10 más exitoso según el Super Ranking 60-06 de Much Music con los 60 mejores videos del año y #26 en el Top Latin Anual de RitmosonLatino (Donde Hips don't lie también fue el 1.º)
Fue la 11.º canción más exitosa del 2006 en Iberoamérica
También fue #8 en el anual de AméricaTop100
Su éxito se vio aplacado por el fenómeno de Hips don't lie que ocupó el #1 en casi todos los Year-Ends.
| Listas (2006)                          | Máxima Posición |
| -------------------------------------- | --------------- |
| EE. UU. Billboard Hot 100              | 101             |
| Billboard Hot Latin Tracks de EE. UU.  | 7               |
| Billboard Latin Pop Airplay de EE. UU. | 5               |
| Top Latino (Top 40 Airplay)            | 1               |
| México Top 100                         | 1               |
| Argentina Top 40                       | 1               |
| Chile Top 20                           | 3               |
| Colombia Top 100                       | 1               |
| Perú Top 100                           | 4               |
| Ibero América Top 100                  | 1               |
| Mundo Latino Top 30                    | 4               |
| MTV Latin                              | 2               |